# IC 3521
IC 3521 — галактика типу IBm (змішана іррегулярна витягнута галактика) у сузір'ї Діва.
Цей об'єкт міститься в оригінальній редакції індексного каталогу.